# Prieobrażenije
Prieobrażenije – osiedle typu miejskiego w Rosji, w Kraju Nadmorskim. W 2010 roku liczyło 7184 mieszkańców.